# Nucléus (Préhistoire)
Pour les articles homonymes, voir Nucléus.

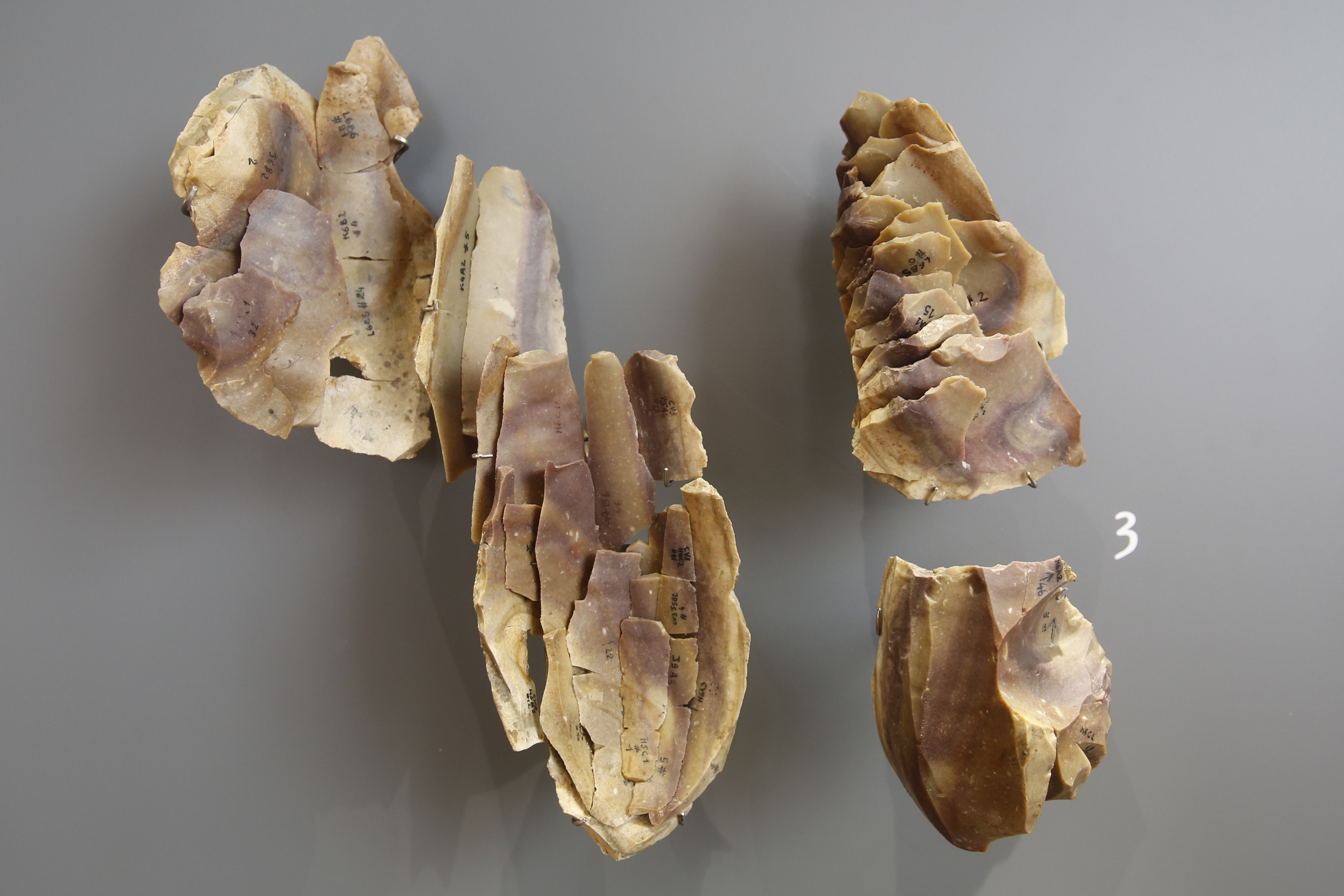
Débitage de lames du site de Champarel 3, Bergerac (Aurignacien)
Le nucléus se trouve en bas à droite, les lames (face ventrale visible) au centre, les éclats de préparation du nucléus en haut à gauche et les tablettes de ravivage (préparations successives du plan de frappe) en haut à droite.

Nucléus du Néolithique récent - Leugny, Vienne, France

Dans le cadre de l'étude des industries lithiques, préhistoriques ou non, le terme nucléus désigne un bloc de matière qui a été taillé afin d'en détacher des éclats au sens large (éclats, lames ou lamelles). Les éclats sont ici les produits recherchés et le nucléus est un sous-produit, à l'opposé des techniques de façonnage (où le bloc façonné est l'objet recherché et les éclats sont des déchets).
Le détachement des éclats peut être effectué soit par percussion (à l'aide d'un percuteur dur en pierre, d'un percuteur plus tendre en bois végétal ou en bois de cervidé, etc.), soit par pression.
Dans le cadre de certaines méthodes de débitage telles que le débitage Levallois ou le débitage laminaire, le nucléus est préparé de manière à prédéterminer avec précision la morphologie des éclats qui en seront détachés.

## Différents types de nucléus des collections duMuséum de Toulouse

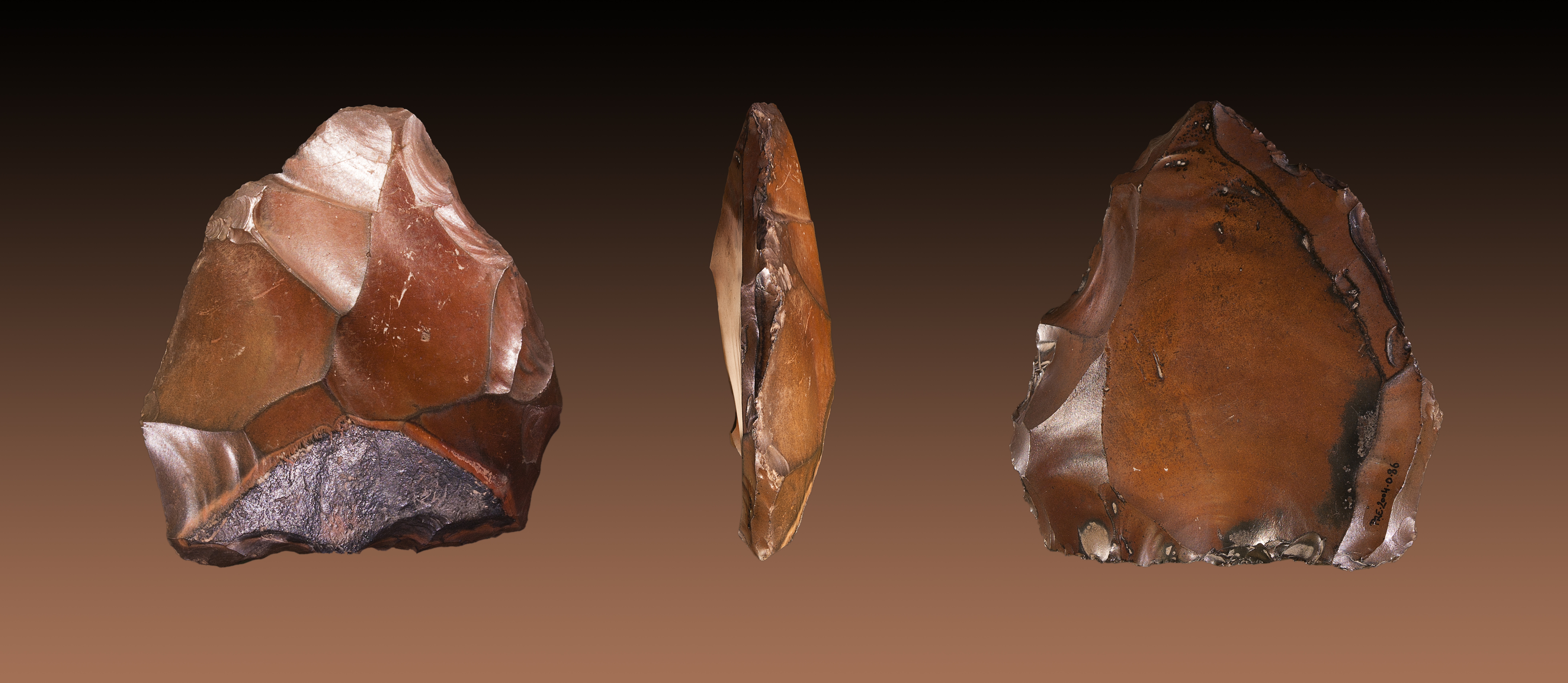
Nucléus Levallois, Paléolithique moyen – Vallée des rois, Égypte
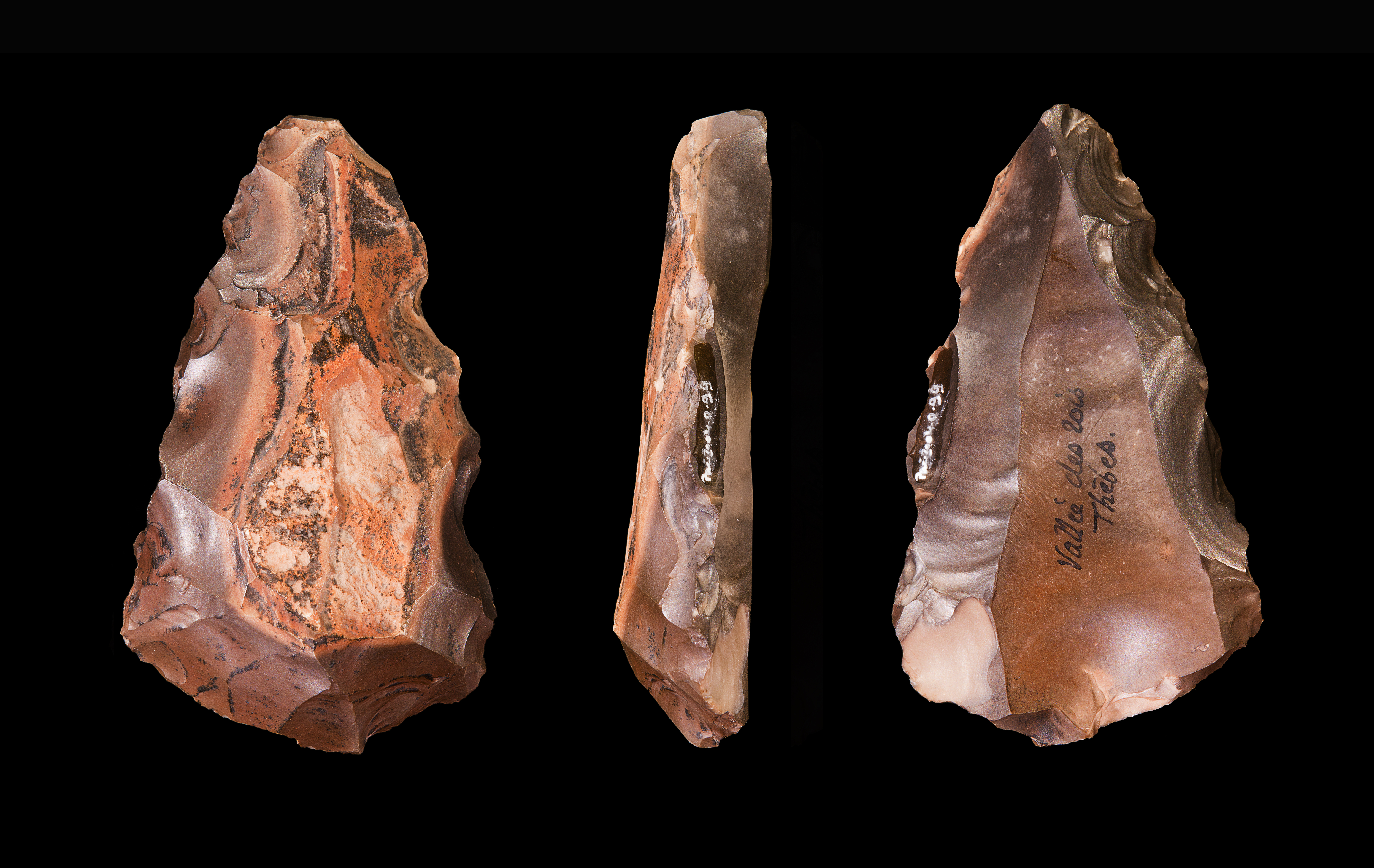
Nucléus à pointes, Paléolithique moyen – Vallée des rois, Égypte
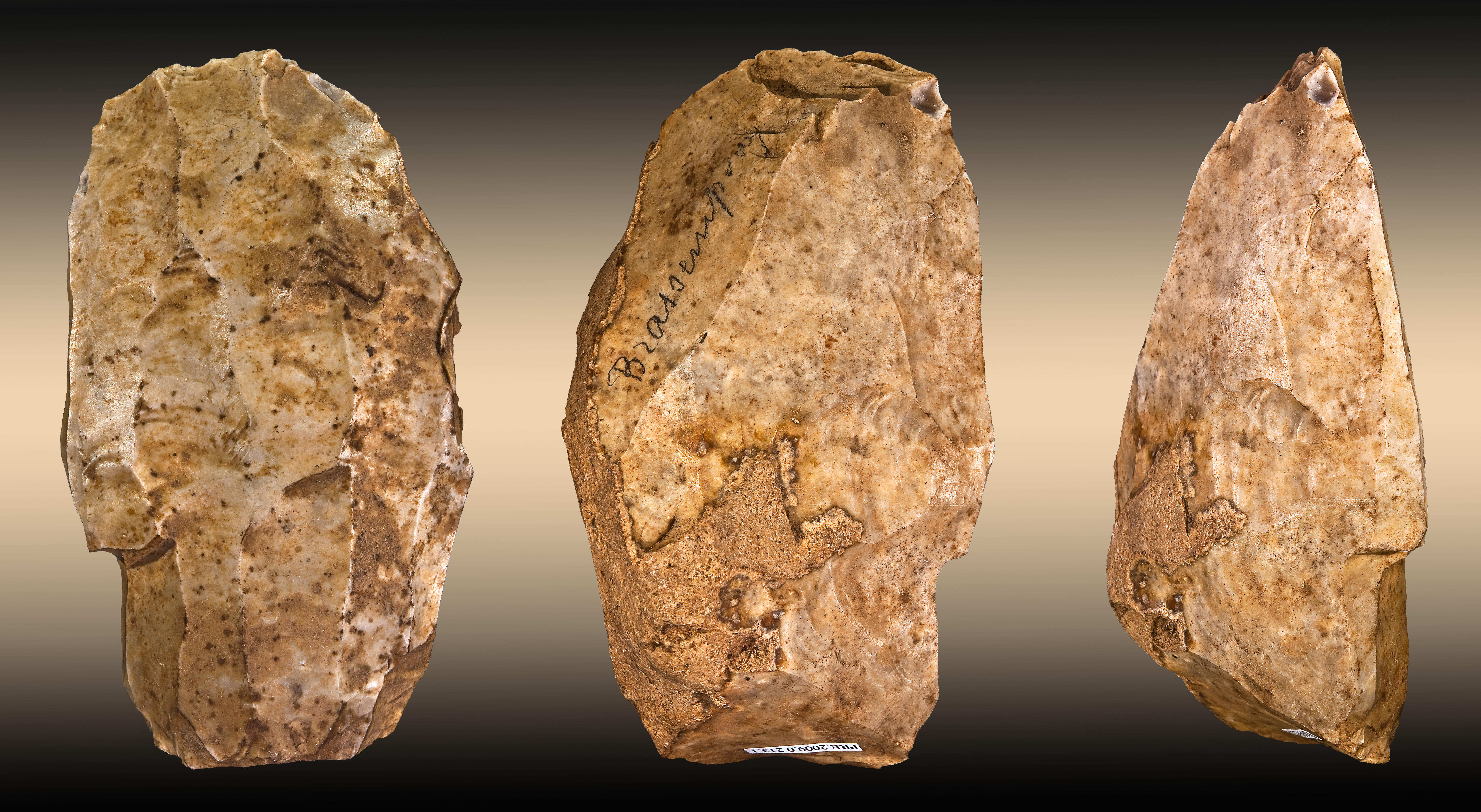
Nucléus laminaire, Gravettien – Brassempouy, France
Petit nucléus pyramidal, Magdalénien - Grotte Duruthy, France